# Pseudogalepsus modestior
Pseudogalepsus modestior es una especie de mantis de la familia Tarachodidae.

## Distribución geográfica
Se encuentra en Etiopía, Kenia, Congo, Somalia,  Tanzania y en Uganda.